# Zabójcze polowanie
Zabójcze polowanie (ang. Hunt to Kill) – kanadyjski film sensacyjny z 2010 roku w reżyserii Keoni Waxmana. Wyprodukowany przez Nasser Group.

## Opis fabuły
Funkcjonariusz straży granicznej, Jim Rhodes (Steve Austin), samotnie wychowuje dorastającą, zbuntowaną córkę Kim. Z Teksasu przeprowadzają się do niewielkiej miejscowości Lowery. Nastolatka zostaje porwana przez przestępców, którzy chcą zmusić Jima do współpracy.

## Obsada
- Steve Austin jako Jim Rhodes
- Marie Avgeropoulos jako Kim Rhodes
- Gil Bellows jako Banks
- Gary Daniels jako Jensen
- Michael Eklund jako Geary
- Eric Roberts jako Lee Davis
- Michael Hogan jako Lawson
- Adrian Holmes jako Crab